# Автомагістраль A35 (Нідерланди)
Автомагістраль A35 — нідерландське шосе між Зволле та Енсхеде. Де дорога (N35) навколо Вейтмена була спроектована як шосе, коли (A35) між Вірденом і Енсхеде та між Енсхеде та кордоном з Німеччиною як автомагістраль. В адміністративному відношенні N35 між Зволле та Верденом є національною дорогою 835.

## Маршрут
- N35 Зволле - Вірден у межах забудованого району Зволле N35 називається Ceintuurbaan і є частиною кільцевої дороги Зволле. Пропускну здатність Ceintuurbaan було збільшено з 2×2 до 2×3 смуг, завершено навесні 2013 року. Провінція Оверейсел хоче оновити весь маршрут N35 між Зволле та Верденом, починаючи з ділянки між Зволле та Раалте (20 км). Це має бути шосе 2×2 смуги. 13 червня 2013 року міністр транспорту Мелані Шульц оголосила, що дорогу між Зволле та Вейтменом буде розширено до смуг 2×2. 25 червня 2018 року цю ділянку було відкрито як автомагістраль з максимальною швидкістю 100 км/год[1]. У Найвердалі N35 пролягає прямо через Grotestraat у центрі, де регулярно виникали пробки. З початку 2010 року тривають роботи над проектом Комбіплан автомагістраль A35, який включає будівництво тунелю під Нейвердалем, який був відкритий для руху 29 серпня 2015 року.
- A35 Вірден - Енсхеде-Південь 29 вересня 2007 року було відкрито ділянку дороги між Алмело — та Вірден-Південь, що має покращити потік наскрізного транспорту. Від розв'язки Azelo A35 слідує за A1 до розв'язки Buren. З 2 травня 2018 року A35 сполучається з N18 на сполученні Енсхеде-Захід, до цього N18 перетинає A35 в Уссело. З 2002 року A35 продовжили рух до Енсхеде-Південь.
- N35 Енсхеде-Південь - Рейксбордер після виїзду з Енсхеде-Південь ділянка автомагістралі закінчується, і дорога змінюється на двосмугове шосе без розділення смуг. Безпосередньо перед кордоном є ще одна ділянка контрольована світлофором, залізничний переїзд із східної дороги у напрямку Енсхеде-Схід та Гланерський міст. Потім N35 продовжує напрямок до кордону. У Німеччині ця дорога переходить в Автошлях 54 і з’єднується, зокрема, з Автобаном 31 у Гронау та Автобаном 1 у Мюнстері. Зрештою B54 продовжує рух до Вісбадена.

## Історія

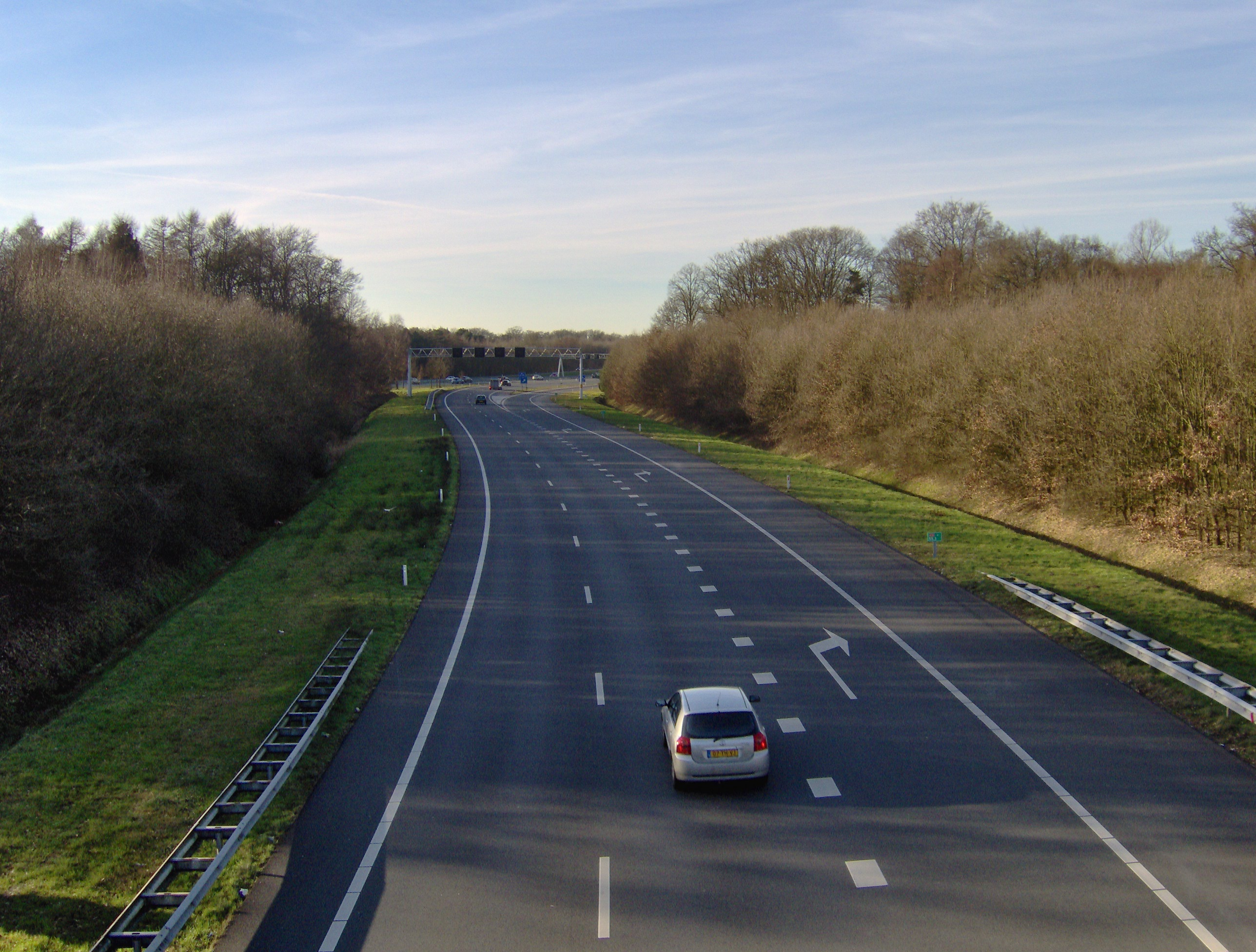
Проїзна частина A35 у північному напрямку на виїзді Борн-Захід

- 27 жовтня 1977 - Відкриття Делден - Енсхеде (сьогодні Енсхеде-Захід);
- 15 червня 1978 р. - відкриття Алмело - Азело і вузла Азело;
- 18 грудня 1979 р. – відкриття автостради Азело – Делден;
- 4 жовтня 1984 р. - Відкриття кільцевої дороги Гейно;
- 25 листопада 1986 р. - Відкриття Буренської розв'язки;
- 1993 - Відкриття Гланербруг - Енсхеде-Південь як автостради;
- 1995 - Відкриття Енсхеде-Захід - Енсхеде-Південь як автостради;
- 1999 - Відкриття Енсхеде-Південь - Гронау як автостради;
- 2002 - Відкриття Енсхеде-Захід - Енсхеде-Південь як автостради;
- 9 березня 2004 р. – Муніципальна рада Вірдена приймає план зонування з новим маршрутом A35/N35;
- 13 серпня 2007 р. - Відкриття сполучення N35 - Алмело-Захід як автостради;
- 29 вересня 2007 р. - відкриття автомагістралі Алмело-Південь - Алмело-Захід;
- 17 червня 2013 р. – міністр Шульц оголошує, що N35 між Зволле та Війтменом стане смугою 2×2, роботи розпочато у 2017 р.;
- 25 червня 2018 р. - Відкриття Зволле - Війтмен як автостради 2x2.

Тунель Саланд-Твенте біля Найвердала вже завершено. Дорога спочатку проходила прямо через центр того місця. Щодня були затори, особливо на перехресті з N347. Муніципалітет Хеллендорна працював над вирішенням транспортної проблеми. Тунель покращує рух транспорту в Нейвердалі. Дорога має 2×1 смуги, але в майбутньому її можна буде розширити до 2×2 смуг. Дорогу відремонтували у серпні 2015 року.